# Wiktor Zarecki
Wiktor Zarecki, ukr. Віктор Зарецький (ur. 8 lutego 1925 r. w Białopolu, zm. 23 sierpnia 1990 r. w Kijowie) – ukraiński malarz.

## Życiorys
Urodził się 8 lutego 1925 r. w Białopolu w obwodzie sumskim. W 1953 r. ukończył Kijowski Państwowy Instytut Sztuki. Po uzyskaniu dyplomu podjął pracę wykładowcy w macierzystej uczelni, ale równocześnie pracował artystycznie jako grafik. Początkowo był przedstawicielem malarstwa realistycznego, a swoje obrazy tworzył podczas plenerów w rejonie Donbasu oraz Czarnobyla. Do jego najważniejszych prac z tego okresu należą Zbiory lnu (1960 r.) oraz Dziewczęta (1962 r.).
Artystycznie współpracował ze swoją późniejszą żoną, Ałłą Horską, a także innymi artystami, w tworzeniu wielkoformatowych mozaik i murali, m.in. Prometeusz, Ziemia i Ogień, które wykonano w gmachu szkoły średniej nr 47 w Doniecku, Drzewo życia oraz Ptak ze snu, które powstały w pomieszczeniach restauracji Ukraina w Mariupolu, a także Sztandar zwycięstwa, który odsłonięto w Muzeum Młodej Gwardii w Krasnodonie. W tym czasie nawet pomimo podporządkowania stylowi socrealistycznemu nie malował portretów polityków, a jedynie skupiał się na tematach m.in. ludności wiejskiej czy robotników. Równolegle tworzył także obrazy awangardowe. 
Jego podpis pod listem otwartym sprzeciwiającym się procesom politycznym artystów i intelektualistów w Ukrainie w latach 1965-1966 sprowadził na niego upomnienie ze strony Komunistycznej Partii Związku Radzieckiego i ostracyzm ze strony Związku Artystów Ukrainy. Zaliczany do tzw. sześćdziesiątek, czyli grupy artystów wpisujących się w nurt dysydencki, którzy odrzucali styl socrealistyczny ze względu na niezgodę, by ich sztuka służyła interesom władzy sowieckiej. Środowisko to postulowało również rozwój ukraińskiego języka i kultury, tworząc z czasem podwaliny pod odzyskanie niepodległości przez Ukrainę.  Członkowie tego środowiska byli inwigilowani, wzywani na przesłuchania, aresztowani i skazywani na więzienie.  
W 1970 r. stracił ojca i żonę, którzy zmarli tego samego dnia. Nie przeprowadzono w tej sprawie rzetelnego śledztwa, kwalifikując oba zgony jako przemoc domową – jego ojciec miał rzekomo zabić synową, a następnie siebie. Według rodziny Horskiej te śmierci były zaaranżowane przez KGB. Skutkiem tej straty była depresja, w efekcie której porzucił styl socrealistyczny na rzecz stylu art nouveau. Jego ulubionymi tematami stały się kobiety oraz przyroda. Zagrożenie katastrofą ekologiczną wyraził m.in.  w obrazach Piękno opuszcza Ziemię, Znak nieszczęścia, Dziura ozonowa oraz Atomowa zima. Jego późne prace obejmują dzieła w stylu inspirowanym twórczością Gustava Klimta, m.in. Anioły (1988 r.), Portret Ludmyły Kozaczenko (1987 r.), aczkolwiek w tym okresie w jego twórczości pojawiały się także motywy ukraińskiego folkloru. Z tego powodu jest nazywany ukraińskim Gustavem Klimtem. 
Zmarł 23 sierpnia 1990 r. w Kijowie. Za życia doczekał się jednej wystawy indywidualnej, zorganizowanej w 1989 r. w kijowskim Domu Naukowców. W rok po jego śmierci wydany został katalog twórczości. Jego prace znajdują się w kolekcjach w Ukrainie, Wielkiej Brytanii, Szwajcarii i Francji.